# Jakob Vetsch (Bezirksammann)

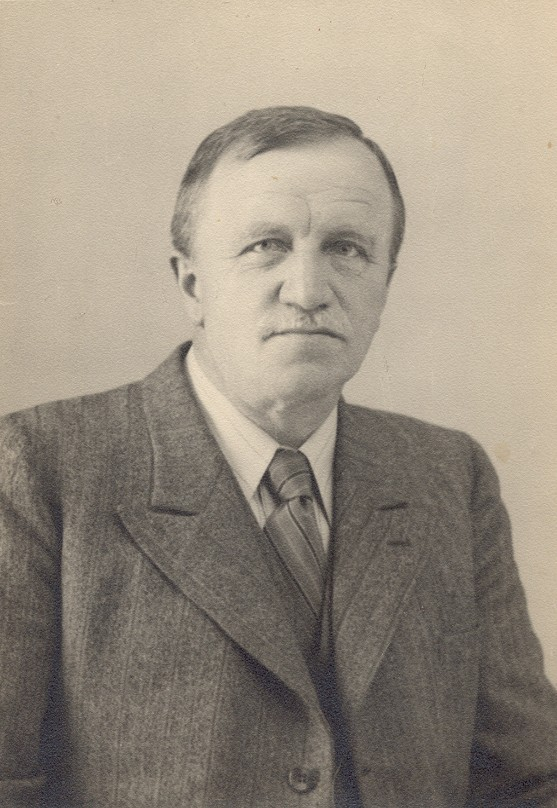
Jakob Vetsch, 1886–1944

Jakob Vetsch (* 15. Mai 1886 in Grabs SG; † 5. April 1944 in Buchs SG, heimatberechtigt in Grabs) war Bezirksammann des ehemaligen Bezirkes Werdenberg im Kanton St. Gallen in der Schweiz.

## Jugendzeit und Ausbildung
Jakob Vetsch wuchs als ältester Sohn des David Vetsch (* 7. Februar 1863; † 25. Juni 1924) und der Luisa, geb. Bosshardt (* 30. Juni 1861; † 27. September 1925) im elterlichen Haus in Grabs-Stauden auf. Dort besuchte er die Primarschule, anschließend die damalige werdenbergische Realschule in Buchs SG.
Amtsverständnis und Bürgersinn der Familie widerspiegeln sich in einer Reminiszenz aus dem Grabser Rathaus, wo Vater David als Gemeinderatsschreiber tätig war: Ein Bauer vom Berg soll die Steuer nicht gern bezahlt haben. Er sammelte den ganzen Steuerbetrag das Jahr über in Rappen. In heller Vorfreude kam er endlich mit dem schweren Geldsack auf dem Leiterwagen vor dem Rathaus an. Der Schreiber, der damals noch alle Geschäfte der Gemeinde zu erledigen hatte, blickte ruhig auf die Bescherung und hiess den Angereisten, den Sack ins Nebenzimmer zu stellen. Als nichts weiter geschah, wollte der Bauer doch wissen, ob denn das Geld nicht gezählt werde? Kannst denken, bekam der verdutzte Steuerzahler zu hören, das ist doch nicht nötig; du bist uns als ehrenwerte Person bekannt, und wir glauben es dir ohne weiteres, dass der Betrag auf den Rappen genau stimmt!
Nach seiner Konfirmation im Jahre 1902 in der reformierten Kirche Grabs begab sich Jakob Vetsch für zwei Jahre zum Erlernen der italienischen Sprache nach Chiasso im Kanton Tessin.

## Berufsleben

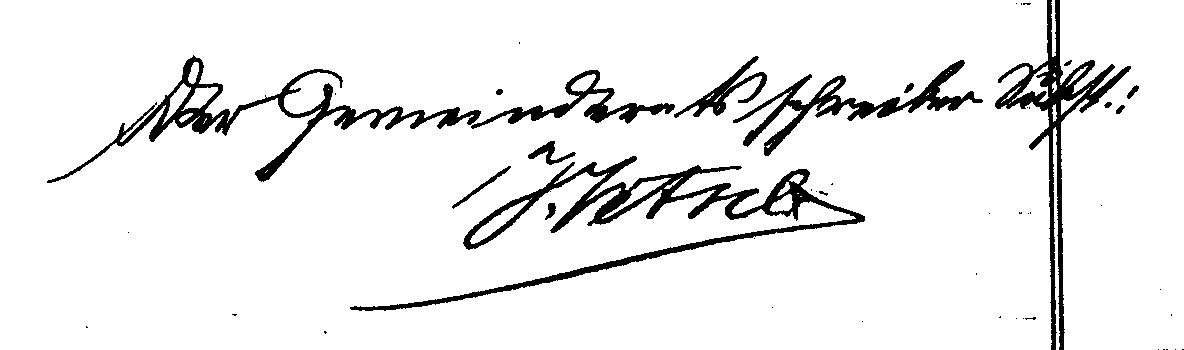
Amtliche Unterschrift in jungen Jahren

In die deutschsprachige Schweiz zurückgekommen, wurde ihm zunächst eine Stelle auf einem Postbüro in Luzern angeboten.
Früh trat er in den Dienst der Öffentlichkeit, zuerst als Gemeinderatsschreiber-Substitut und als Polizeikassier bei der Gemeinde Grabs, ab 1921 als stellvertretender Schreiber im Bezirksamt Werdenberg in Buchs und von 1923 an als Bezirksamtsschreiber. Nebenamtlich diente er seiner Gemeinde in verschiedenen Kommissionen und Korporationen.
Nachdem Vetsch den Dienst des Bezirksamtsschreibers während nahezu zwanzig Jahren wahrgenommen hatte, wählten ihn die Werdenberger Stimmberechtigten am 22. Februar 1942 mit einem klaren Zweidrittelsmehr zum Bezirksammann, ohne dass er dieses Amt gesucht hätte. Diese Aufgabe versah der freisinnig-demokratische Amtsmann im Dienste der Bevölkerung des Bezirkes Werdenberg bis zu seinem unverhofften Hinschied durch einen Schlaganfall in den Buchser Büroräumlichkeiten auf dem Wuhr am Mittwochnachmittag der Karwoche des Jahres 1944. Nach damaligem Brauch fanden die Abdankungsfeierlichkeiten am darauffolgenden Ostersonntag, den 9. April 1944, in Grabs statt. Dabei ergriff auch der Untertoggenburger Bezirksammann Emil Bösch, Flawil, das Wort und charakterisierte den Beruf dergestalt, dass kein Amt so viele Vollmachten in sich schliesse, in die Geschicke der Menschen einzugreifen, wie das Bezirksamt.

## Familie und Freizeit

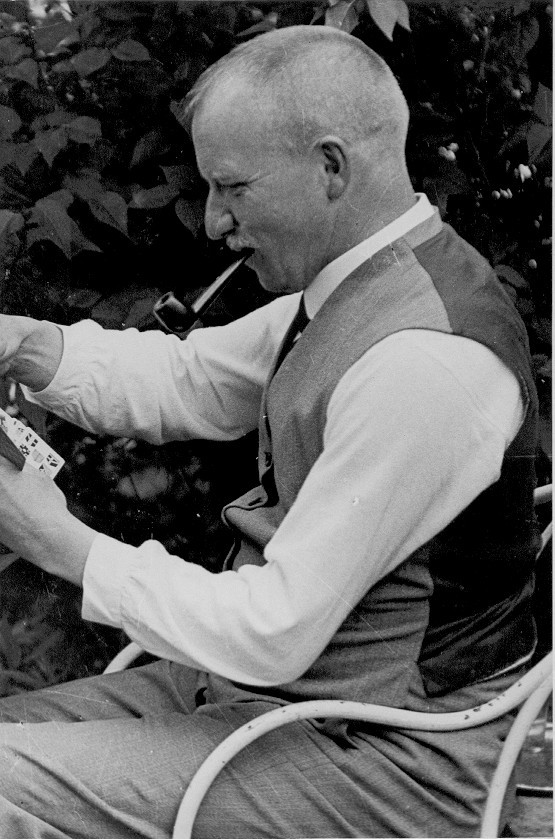
Ausgleich beim Jass-Spiel

Jakob Vetsch vermählte sich anno 1910 mit Katharina Lippuner (* 20. Juli 1890; † 25. Februar 1972). Das Paar wohnte im gemeinsamen Zuhause an der Kirchbünt in Grabs. Es hatte sieben Kinder, die Töchter Louise, Ursula und Käthi, sowie die Söhne David, Jakob, Florian und Hans. Der Sohn Florian Vetsch sollte ihm später im Amt des Bezirksammanns nachfolgen.
Die Familie pflegte den Gesang, und so setzte Jakob Vetsch seine Bass-Stimme im örtlichen Kirchen- und Männerchor ein, dessen Ehrenmitglied er 1926 wurde. Ablenkung und Erholung von der Alltagsarbeit brachten auch das gesellige Spiel in der Jassrunde und das Wandern im nahegelegenen Erholungsgebiet der Voralp.
Von gegenseitigem liberalem und ökumenischem Geist zeugte seine Freundschaft mit dem damaligen katholischen Pfarrer Müller aus Gams SG. Eine solche Verbindung stellte zu jener Zeit, da im Kanton St. Gallen die Nachwehen des Kulturkampfes zwischen den Konfessionen noch nicht gänzlich abgeklungen waren, keine Selbstverständlichkeit dar.